# Bahía Inglesa (Chile)
Bahía Inglesa  es una playa de Chile ubicada en la Región de Atacama, a muy corta distancia del puerto de Caldera (3,7 km) y a 76 km de Copiapó, Se caracteriza por sus blancas arenas (conchilla) y aguas turquesas.

## Toponimia
Debe su nombre a la visita que hiciera el corsario inglés Edward Davis en su nave Bachelor en 1687, pasando a ser conocida como «Puerto del Inglés».

## Turismo

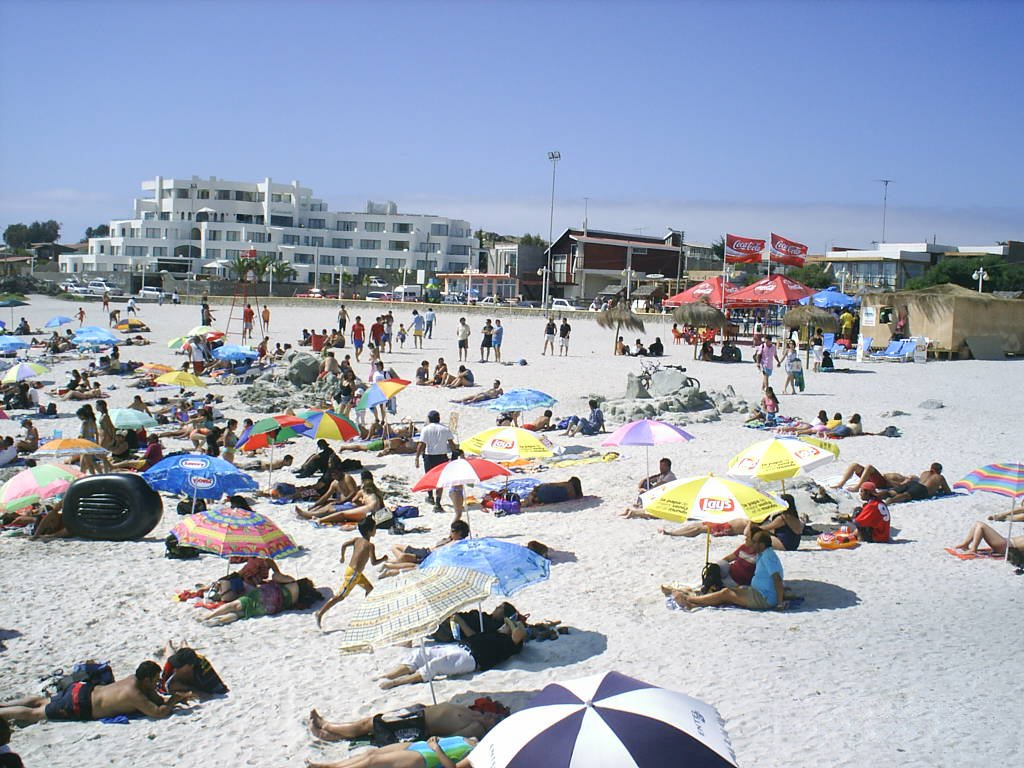
Bañistas en Bahía Inglesa

Destaca por sus arenas blancas, su clima templado y sus aguas particularmente cristalinas, además de contar con toda la infraestructura necesaria para albergar a turistas y visitantes. Existen instalaciones de camping, hoteles, restaurantes y casas de veraneo.
Sus playas están consideradas entre las mejores del país. Algunas de ellas son La Piscina, Las Machas, Blanca y El Chuncho. El lugar además goza de un clima templado todo el año.
Además en este lugar existe uno de los yacimientos fósiles más importantes de Chile, en el que destacan numerosos restos de vertebrados marinos cuya data de antigüedad se estima entre 16 millones de años y 1,7 millones de años lo que correspondería a las época geológicas del mioceno y plioceno. Entre los fósiles más importantes encontrados en el lugar se encuentra un ejemplar de Pelagornis chilensis, un ave marina de más de cinco metros de envergadura alar.
Hace una década se celebra en las playas de este balneario el Festival Internacional de Gastronomía Bahía Inglesa "Cocinas del Pacífico", que busca conectar la gastronomía de los países de la costa del Pacífico. En la versión 2025, la undécima del festival, China, Japón, República de Corea, Tailandia, Ecuador y Perú fueron los países invitados.